# Elaionas (Achaia)
Elaionas  este un oraș în Grecia în prefectura Achaia.